# 2010 في الصومال
فيما يلي قائمة بأبرز الأحداث في الصومال عام 2010:

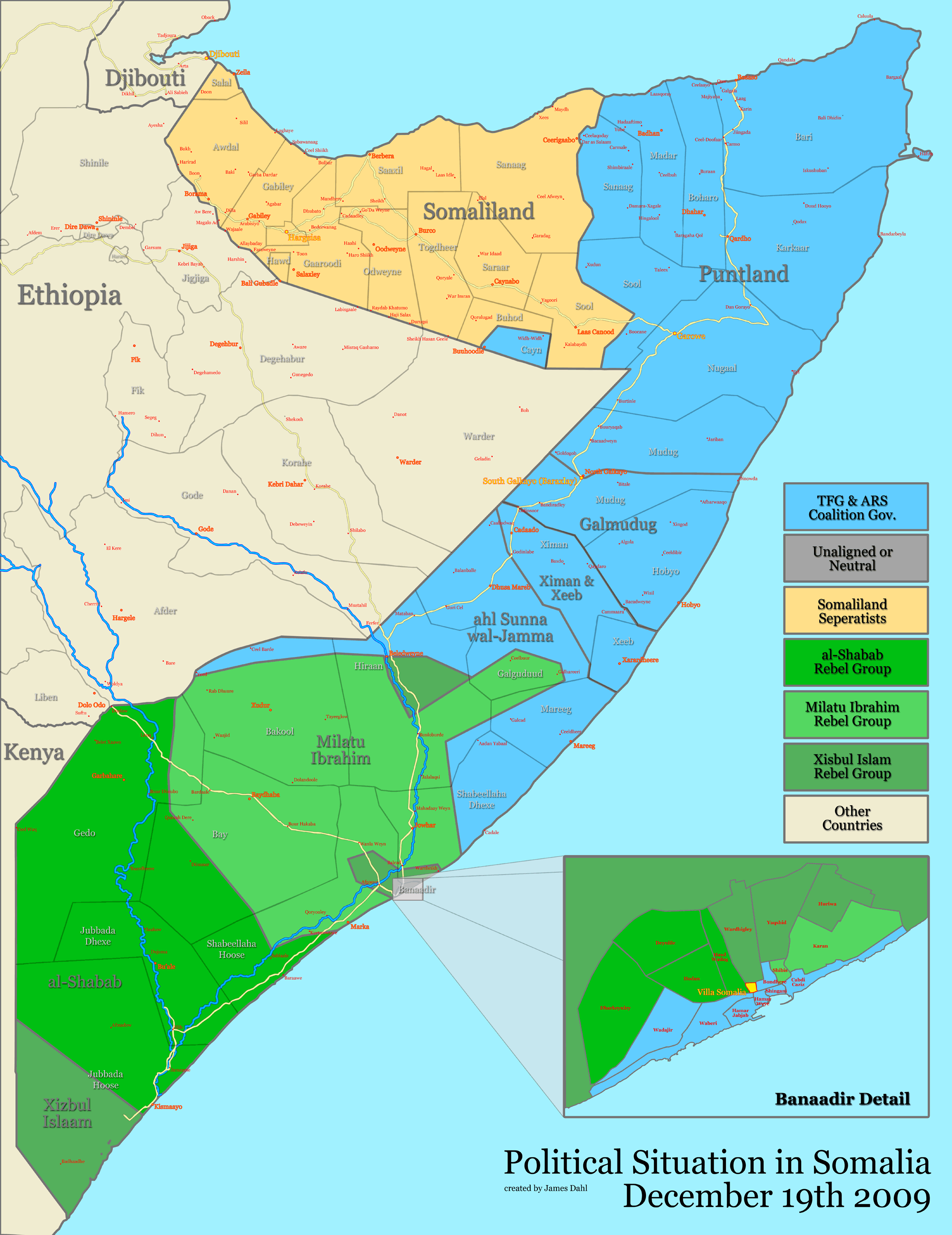
الوضع في الصومال عام 2010

## السياسة
- الرئيس: شريف شيخ أحمد[1]
- رئيس الوزراء:
  - حتى 24 سبتمبر: عمر شرماركي[2]
  - 24 سبتمبر: عبد الواحد علمي جونجه
  - ابتداء من 1 نوفمبر: محمد عبدالله فرماجو[3][4]